# Alec Kessler
Alec Christopher Kessler (Minneapolis, Minnesota, 13 de enero de 1967-Gulf Breeze, Florida, 13 de octubre de 2007) fue un jugador de baloncesto estadounidense que jugó 4 temporadas en la NBA y una más en la liga italiana. Con 2,11 metros de altura, lo hacía en la posición de ala-pívot.

## Trayectoria deportiva

### Universidad
Jugó durante tres temporadas con los Bulldogs de la Universidad de Georgia, en las que promedió 14,5 puntos y 7,3 rebotes por partido. Al término de su carrera se convirtió en el máximo anotador histórico de su equipo, con 1.788 puntos, aunque fue superado al año siguiente por  Litterial Green.

### Profesional
Fue elegido en la decimosegunda posición del Draft de la NBA de 1990 por Houston Rockets, pero sus derechos fueron traspasados inmediatamente a Miami Heat a cambio de los de Dave Jamerson y Carl Herrera. En los Heat tuvo un papel secundario, siendo su primera temporada la mejor de las que disputó, promediando 6,2 puntos y 4,3 rebotes por partido.
Tras 4 temporadas en Miami, cada vez con menor protagonismo, fue finalmente despedido. Fichó entonces por el Stefanel Milano de la liga italiana, pero solo jugó tres partidos en los que promedió 6,3 puntos y 4,3 rebotes. Tras ese nuevo fracaso, optó por retirarse definitivamente.

## Estadísticas de su carrera en la NBA

### Temporada regular
| Temp.   | Edad | Equipo | Liga | P   | TIT | MIN  | TC  | TCA | %TC  | 3P  | 3PA | %3P  | TL  | TLA | %TL  | R.OF. | R.DEF. | REB | ASIS | ROB | TAP | PER | FP  | PTS |
| 1990-91 | 24   | Miami  | NBA  | 78  | 18  | 16.1 | 2.6 | 6.0 | .425 | 0.0 | 0.1 | .000 | 1.1 | 1.7 | .672 | 1.5   | 2.8    | 4.3 | 0.4  | 0.2 | 0.3 | 1.4 | 2.4 | 6.2 |
| 1991-92 | 25   | Miami  | NBA  | 77  | 4   | 15.5 | 2.1 | 5.0 | .413 | 0.0 | 0.0 |      | 1.2 | 1.5 | .817 | 1.5   | 2.6    | 4.1 | 0.4  | 0.2 | 0.4 | 0.8 | 2.4 | 5.3 |
| 1992-93 | 26   | Miami  | NBA  | 40  | 2   | 10.4 | 1.4 | 3.1 | .467 | 0.1 | 0.3 | .455 | 0.9 | 1.2 | .766 | 0.6   | 1.7    | 2.3 | 0.4  | 0.1 | 0.3 | 0.5 | 1.6 | 3.9 |
| 1993-94 | 27   | Miami  | NBA  | 15  | 0   | 4.4  | 0.7 | 1.7 | .440 | 0.3 | 0.6 | .556 | 0.4 | 0.5 | .750 | 0.3   | 0.4    | 0.7 | 0.1  | 0.1 | 0.1 | 0.3 | 0.9 | 2.2 |
| Total   |      |        | NBA  | 210 | 24  | 14.0 | 2.0 | 4.8 | .426 | 0.0 | 0.1 | .417 | 1.1 | 1.4 | .744 | 1.2   | 2.3    | 3.6 | 0.4  | 0.2 | 0.3 | 0.9 | 2.1 | 5.2 |

### Playoffs
| Temp.   | Edad | Equipo | Liga | P | MIN | TCA | TC | 3PA | 3P | TLA | TL | R.OF. | REB | ASIS | ROB | TAP | PER | FP | PTS | %TC  | %3P | %FT   | MIN | PTS | REB | AST |
| 1991-92 | 25   | Miami  | NBA  | 2 | 12  | 0   | 2  | 0   | 0  | 2   | 2  | 0     | 1   | 0    | 0   | 0   | 1   | 1  | 2   | .000 |     | 1.000 | 6.0 | 1.0 | 0.5 | 0.0 |
| Total   |      |        | NBA  | 2 | 12  | 0   | 2  | 0   | 0  | 2   | 2  | 0     | 1   | 0    | 0   | 0   | 1   | 1  | 2   | .000 |     | 1.000 | 6.0 | 1.0 | 0.5 | 0.0 |

## Vida personal
Tiene un hermano, Chad que jugó al baloncesto universitario en Georgia (1984-1987), y sus sobrinos Walker y Houston, son también jugadores de baloncesto.
Tras retirarse, se graduó en medicina en 1999 en la Emory University, y trabajó como cirujano ortopédico en Pensacola (Florida).
Se casó con Rhea, con quien tiene dos hijos, Nicholas y Christopher.
En octubre de 2007, con 40 años, falleció mientras disputaba un partidillo de baloncesto en Pensacola, víctima de un ataque al corazón.